# Diego Mainz García
Diego Mainz (nascut el 29 de desembre de 1982) és un futbolista professional madrileny, que ocupa la posició de defensa. Ha estat internacional amb la selecció espanyola sub-21.

## Carrera esportiva
Sorgit del planter del Rayo Vallecano, debuta amb el primer equip a la campanya 01/02. Amb els rayistes hi suma 36 partits a Primera i 11 a Segona, abans del descens del club vallecà a Segona B. Entre 2007 i 2009 retorna a la categoria d'argent al fitxar per l'Albacete Balompié, on és titular.
L'estiu del 2009 fitxa per l'Udinese Calcio, que immediatament el trasllada al Granada CF.